# Toy Voyagers

Тойвояджер Наполеон на Красной площади

ToyVoyagers — игрушки, путешествующие по миру с помощью людей, которые передают их друг другу. Путешествия и приключения этих игрушек отслеживаются на сайте ToyVoyagers.com.
Каждый путешественник носит ярлычок с идентификационным номером. Сообщение на этом ярлычке содержит ссылку на блог игрушки (Travelog), где размещены её фотографии во всех посещённых ею местах. Чтобы продолжить своё путешествие, той-вояджер должен быть передан кому-нибудь лично или выпущен на волю, чтобы кто-то его подобрал.

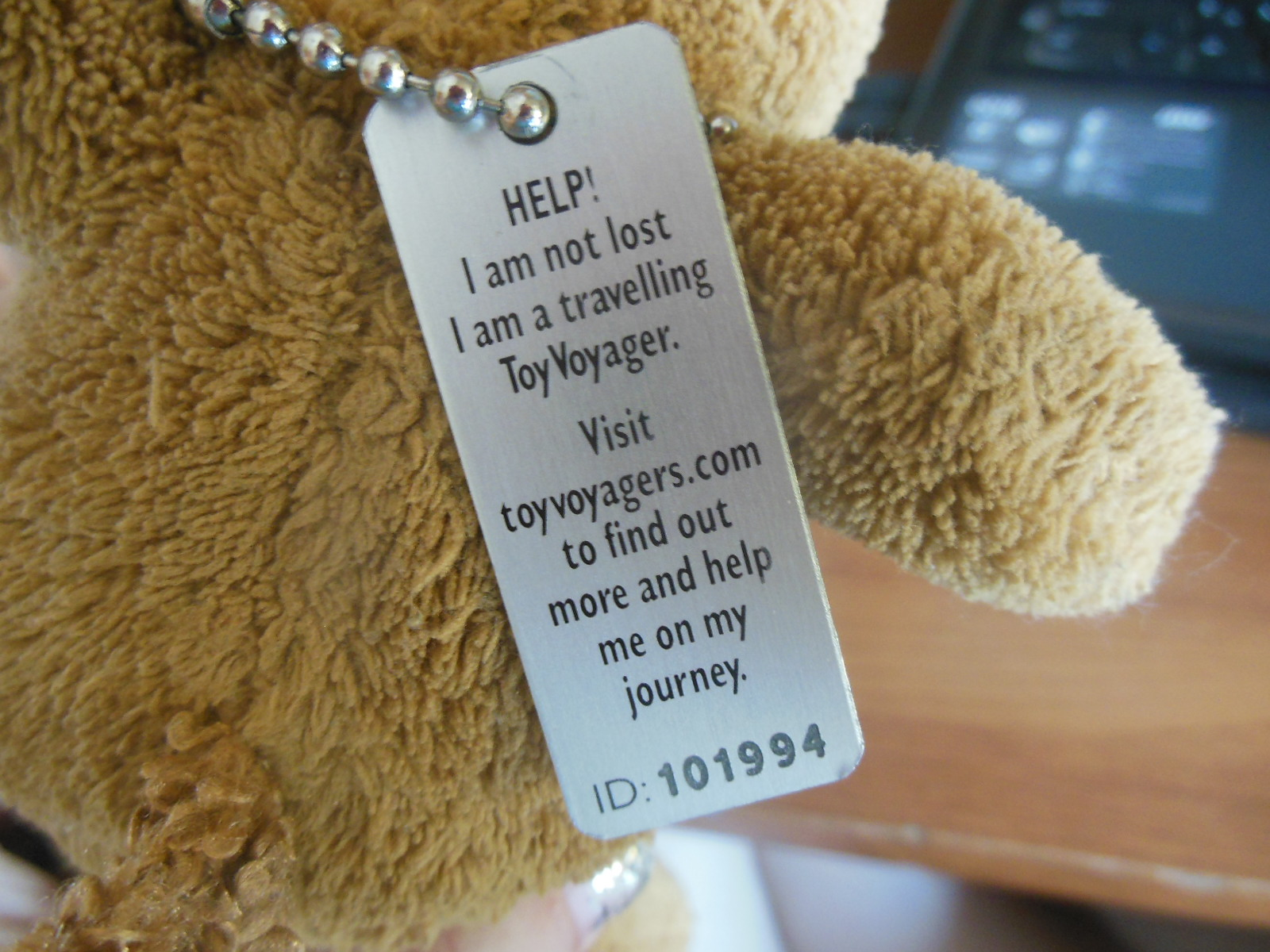
Ярлычок той-вояджера

## История
Под вдохновением от гнома-путешественника из фильма Амели, этот сайт был создан ради эксперимента: смогут ли игрушки путешествовать «самостоятельно». Он был оформлен как сайт отслеживания перемещений игрушек, которых можно взять с собой и запечатлеть их «приключения» на фотографиях — как они посещают разные места, чем-то занимаются, общаются с людьми и другими игрушками. Набрав более тысячи заинтересованных со всего мира, ToyVoyagers.com стал международным сообществом. С момента открытия проекта на сайте зарегистрировано более тысячи игрушек-путешественников.

## Форум
На сайте имеется официальный форум, на котором пользователи могут обсуждать детали и договориваться: приглашать игрушки к себе в гости, искать «гостиницы» для своих игрушек или отправлять их в путешествия.

## «Hosts»
Многие пользователи приглашают другие игрушки к себе в гости. Они обещают показать путешественникам достопримечательности своего города, рассказать про свою повседневную жизнь и написать об этом в блог той-вояджера, обязательно добавив фотографии.
На форумах пользователи создают маршрут путешествия для своих той-вояджеров, спрашивая, кто может взять игрушку погостить. Затем игрушка отправляется почтовой посылкой всем откликнувшимся по очереди или по цепочке.